# Maria Lankowitz
Maria Lankowitz – gmina targowa w Austrii, w kraju związkowym Styria, w powiecie Voitsberg. Liczy 2858 mieszkańców (1 stycznia 2018).